# Балша I
Балша I (на сръбски: Балша I) е дребен властел с незначително владение в Зета между 1356 и 1368 г. и основател на династията на Балшичите.
За неговото потекло има различни данни. Според някои източници той е влах, сърбин, албанец или с неустановен произход. Според устната черногорска традиция Балша произхожда по женска линия от Вукан Неманич, сина на Стефан Неманя. Поради това след идването на власт на Вълкашин Мърнявчевич, когото смятали за виновник за гибелта на Стефан Урош V, Балшичите се провъзгласили за независими от „цареубийците“ Мърнявчевичи.
Според Мавро Орбини Балша I притежавал само едно село по време на управлението на цар Стефан Душан. След смъртта на Балша през май 1362 г. тримата му синове успели да придобият доста сериозно влияние, сдобивайки се с нови земи и превръщайки се в господари на цяла Зета.

## Семейство
От своя неизвестна по име съпруга Балша I имал четири деца:
- Страцимир Балшич, владетел на Зета съвместно с брат си Джурадж I Балшич (1362 – 1373)
- Джурадж I Балшич, владетел на Зета (1362 – 1378)
- Войслава Балшич, омъжена за Карло Топия, крал на Албания
- Балша II, владетел на Зета (1378 – 1385)